# 충신사
충신사는 충청북도 청주시 서원구에 있다. 2015년 4월 17일 청주시의 향토유적 제59호로 지정되었다.

## 개요
1887년 이민핵의 위패를 봉안하기 위해 세운 사당이다.